# Hogeschool Helicon
Hogeschool Helicon was tot 2013 de naam van een antroposofische onderwijsinstelling binnen het hoger beroepsonderwijs.  Sinds 2013 is het een onderdeel van Hogeschool Leiden. De naam Helicon kwam toen te vervallen. 
Op deze pabo kan worden gestudeerd voor leraar in het antroposofisch basisonderwijs, docent dans/euritmie en docent muziek. De school is sinds 2013 gevestigd in Leiden, en daarvóór, sinds de oprichting in 1974, in Zeist. De kunstvakopleidingen Docent Muziek (voorheen Vrije Muziekacademie Zeist) en Docent Dans/Euritmie (voorheen Euritmie Academie Den Haag) zijn tevens gevestigd in Leiden.

## Ontstaan
De hogeschool is in 1995 ontstaan uit een fusie tussen de Vrije Pedagogische Academie in Zeist en de Academie voor Eurythmie in Den Haag. Later heeft zich de Vrije Muziek-Academie, eveneens in Zeist, zich bij Hogeschool Helicon aangesloten. In 2013 verhuisden de opleidingen uit Zeist naar Leiden en kwam de naam Helicon te vervallen. In 2016 verhuisde ook de euritmie-opleiding naar Leiden.

## Niet te verwarren met
In Nederland bestond tot 2021 een groep scholen voor groen onderwijs onder de naam 'Helicon Opleidingen'. Ze bood opleidingen aan op vmbo- en mbo-niveau. Deze groep werd opgenomen in het onderwijsconglomeraat Yuverta.